# Young Engineers Sportscar

Логотип компании

Young Engineers Sportscar (коротко «YES!») — немецкая марка автомобилей в составе концерна Funke & Will AG.

## История
Херберт Функе и Филипп Вилл изучали автомобильный инжиниринг в технологическом университете Кёльна. Свой дипломный проект они решили представить с особым размахом — разработав собственный родстер на базе алюминиевой пространственной рамы. Весьма кстати в это время (1996 год) будущим инженерам подвернулся Оливер Швайцер, будущий дизайнер, заканчивающий учебу в университете Карлсруэ. Работу над проектом они продолжили сообща. Студенческое трио завершило работу над двухместным родстером в 1998 году. 
На Международном автосалоне 1999 года во Франкфурте-на-Майне был представлен первый прототип YES! Clubsport . Концепция автомобиля представляла собой спортивный автомобиль без крыши, дверей и других обычных удобств. Из-за малого веса, достигнутого этими мерами, при сравнительно высокой мощности двигателя, в сообщениях прессы он также упоминался как мотоцикл на четырех колесах. На выставке IAA 1999 автомобиль получил множество восторженных отзывов и было зарезервировано более 30 автомобилей.
После получения заказов и финансирования от компаний автомобильной промышленности, согласившихся поддержать проект, была построена фабрика Funke&Will AG неподалёку от небольшого городка Гросенхайна в Восточной Германии. Ранее здание фабрики, в которой собирали YES!, представляло собой 3,5-километровый ангар для самолетов советской авиабазы. При этом старая взлетная полоса, расположенная на территории, использовалась как испытательный трек, на котором к тому же катали и потенциальных клиентов марки. Каждый автомобиль собирался по предварительному заказу, а помимо выбора цвета и отделки, под клиента индивидуально подгонялись сиденья, руль и педальный узел для максимального удобства. На производстве работало 90 сотрудников, усилиями которых ежегодно собиралось около 50 спорткаров. Всего за годы производства здесь было собрано не более 200 разнообразных автомобилей марки.
Каждому покупателю в компании бесплатно представляют двухдневный курс обучения на гоночных трассах, чтобы клиент смог понять предел возможностей своей машины и безопасно ездить на YES!. Автомобили марки продавались по всей Европе, а также на Ближнем Востоке, в Японии и даже Новой Зеландии.
4 Февраля 2009 года компания Funke & Will AG начала процедуру банкротства. Весь проект YES!, включая техническую оснастку и документацию, был передан новой компании YES! Beteiligungs. Были предприняты попытки собственной сборки суперкаров YES! Roadster второго поколения, но они почти не увенчались успехом, и в настоящее время там сконцентрировались на ремонте автомобилей YES! и производстве необходимых запчастей для ранее выпущенных авто.

## О машине
Yes! в его окончательной версии появился на том же Франкфурте два года спустя, в 2001 году. Кроме родстера автомобиль обзавелся версией Clubsport — с жёсткой съемной крышей. Стальная трубчатая рама и мощные дуги безопасности, защищающие седоков от переворота, были рассчитаны с помощью систем автоматизированного программирования, а внешние панели кузова были выполнены из стеклопластика. Передняя и задняя подвески – независимые, на сдвоенных поперечных рычагах. Необычна и компоновка машины – родстер получился коротким (длина – всего 3 620 мм) и широким (1 850 мм). Для сравнения, крошечный Lotus Elise имеет габариты 3 790 х 1 720 мм. Это делает немецкий родстер от молодых инженеров очень устойчивым и легкоуправляемым. Антиблокировочной системы тормозов и систем курсовой устойчивости нет. 
Первоначально его оснащали доработанным турбированным 4-цилиндровым двигателем от Volkswagen Group объемом 1,8 л, выдававшим 286 л.с. при максимальных 6300 мин-. Это позволяло автомобилю, весом 830 кг разгоняться до 264 км/ч и разменивать первую сотню всего за 4,2 секунды. Коробка передать только механическая.
С 2006 года на свет вышло второе поколение Yes! Roadster 3.2 с увеличенной колесной базой и измененным экстерьером (опять же от Schweizer Design Consulting). Он был оснащен 3,2-литровым шестицилиндровым двигателем от Volkswagen Group в трёх версиях: мощностью 255 л.с. в атмосферном варианте, мощностью 355 л.с с турбонаддувом  в версии Turbo и мощностью 415 л.с. с турбонаддувом в версии Turbo S. В первом варианте 890-килограммовая машина разгоняется от 0 до 100 км/ч за 4,9 секунды, во втором 930 кг и 3,9 секунды, в третьем 1049 кг и 3,6 секунды. Турбомодификация YES! Roadster 3.2 Turbo внешне отличается наличием заднего антикрыла.  Также появилась возможность дооснастить автомобиль подушками безопасности водителя и переднего пассажира, электроприводами стекол и крышки багажника, подогревом сидений, навигационной системой и высококачественным мультимедийным центром.

### Характеристики Yes! 1
- Длина × ширина × высота: 3629 × 1852 × 1163 мм
- Снаряженная масса : 830 кг
- Двигатель : 4 цилиндра
- Рабочий объем : 1781 см³
- Тип трансмиссии: 5-ступенчатая
- Мощность : 210 кВт (286 л.с.) при 6300 об/мин .
- Крутящий момент : 330 Нм при 3600 об/мин
- 0-100 км/ч: 4,2 секунды
- Максимальная скорость: 264 км/ч

### Характеристики Yes! 2
- Длина × ширина × высота: 3809 × 1804 × 1236 мм
- Снаряженная масса : 890 кг
- Двигатель : 6 цилиндров
- Рабочий объем : 3189 см³
- Тип трансмиссии: 6-ступенчатая
- Мощность : 188 кВт (255 л.с.) при 6300 об/мин .
- Крутящий момент : 330 Нм при 2800 об/мин
- 0-100 км/ч: 4,9 секунды
- Максимальная скорость: 255 км/ч

YES! Roadster 3.2 Turbo
- Длина × ширина × высота: 3809 × 1804 × 1236 мм
- Снаряженная масса : 930 кг
- Двигатель : 6 цилиндров
- Рабочий объем : 3189 см³
- Тип трансмиссии: 6-ступенчатая
- Мощность : 261 кВт (355 л.с.)
- Крутящий момент : 485 Нм
- 0-100 км/ч: 3,9 секунды
- 0-200 км/ч: 10,9 секунды
- Максимальная скорость: 281 км/ч

YES! Roadster 3.2 Turbo S
- Длина × ширина × высота: 3810 × 1805 × 1236 мм
- Снаряженная масса : 1049 кг
- Двигатель : 6 цилиндров
- Рабочий объем : 3189 см³
- Тип трансмиссии: 6-ступенчатая
- Мощность : 305 кВт (415 л.с.)
- Крутящий момент : 520 Нм
- 0-100 км/ч: 3,6 секунды
- 0-200 км/ч: 9,9 секунды
- Максимальная скорость: 281 км/ч